# Орел Вікторія Олександрівна
Вікторія Орел — українська модель і володарка титулу «Міс Україна Земля 2015» та представниця України на «Міс Земля 2015», де вона також здобула перемогу.

## Біографія

### Раннє життя та початок кар'єри
Вікторія займається вокалом із шести років і відтоді бере участь у вокальних змаганнях. Окрім вокалу, вона також бере участь у конкурсах моделей в Україні та за кордоном. Отримавши диплом Української академії банківської справи, Вікторія працює фінансовим директором. Вона також очолює різні благодійні заходи. Окрім рідної української, Вікторія також володіє російською та англійською мовами.

### Королева України 2015
Вікторія приєдналася до конкурсу «Королева України» разом із 21 учасницею.

### Міс Земля 2015
Вигравши титул «Міс Земля Україна 2015», Вікторія брала участь у конкурсі «Міс Земля 2015» і потрапила в топ-16.